# Anton Podobnik
Anton Podobnik, slovenski pravnik in politik, * 1755, Idrija, † 1809, Ljubljana.
Podobnik se je šolal pri ljubljanskih jezuitih, na Dunaju pa je promoviral kot doktor prava. Med letoma 1794 in 1797 je bil župan Ljubljane.
Prijateljeval je z Antonom Tomažem Linhartom in prevzel njegovo literarno zapuščino.